# Benābandān
Benābandān (persiska: بن آبدان, Bon Ābdān, Benāh Bedān, Ben Ābdān, بنابندان, بنا بدان) är en ort i Iran.   Den ligger i provinsen Kerman, i den sydöstra delen av landet, 1 000 km sydost om huvudstaden Teheran. Benābandān ligger 2 159 meter över havet och antalet invånare är 114.
Terrängen runt Benābandān är kuperad åt nordväst, men åt sydost är den bergig.Runt Benābandān är det glesbefolkat, med 12 invånare per kvadratkilometer. Närmaste större samhälle är Āshīn-e Soflá, 17,2 km sydost om Benābandān. Omgivningarna runt Benābandān är i huvudsak ett öppet busklandskap.